# Алтъ тепе
Алтъ тепе е бивше тепе в Пловдив. Известно е също с името Каменица. Хълмът е разрушен напълно през 1882 г. и на мястото му е изградена Пивоварна „Каменица“.

## История
Около възвишението „Каменица“, наричано още „Петрица“ е имало древни гробове. На карта от 1878 г. немският професор Хайнрих Киперт го посочва като точка, висока 16 м (177 м над морското равнище). До 1881 г. това било едно от любимите места на пловдивчани. Тук идвали по великденските празници и Гергьовден. На първи май, когато по традиция се посрещала пролетта, край хълма се събирали най-известните борци от региона. Тепето било заобиколено от зелени ливади и зеленчукови градини.
След 1876 г. започва строителството на пивоварната. Отломяваните камъни от тепето са използвани за строителен материал. Днес от това тепе са запазени само основите, подобно на Марково тепе.